# Argia translata
Argia translata là một loài chuồn chuồn kim trong họ Coenagrionidae.
Argia translata is in 1865 voor het eerst wetenschappelijk beschreven door Hagen in Selys.